# Sounds Good Feels Good
Sounds Good Feels Good is het tweede studioalbum van de Australische poprockband 5 Seconds of Summer. Het album werd door Capitol Records en Hi or Hey Records uitgebracht op 23 oktober 2015. Om het album te promoten, ging de band op de Sounds Live Feels Live World Tour.
De opnamesessies vonden plaats van 2014 tot 2015, in de Verenigde Staten. De platenproductie van het album werd verzorgd door John Feldmann, David Hodges, Mike Green, The Monsters and the Strangerz. Het opnemen en schrijven begon nadat de band wereldwijd populair was geworden met de release van hun debuutalbum, 5 Seconds of Summer, en twee van de hits in het bijzonder, "She Looks So Perfect" en "Amnesia".

## Achtergrond en productie
Na het verschijnen van hun livealbum LiveSOS in 2014 nam 5 Seconds of Summer een rustpauze. Afgezien van het nummer "Invisible", geschreven in augustus 2014 in de opnamestudio van Ocean Way in Nashville, Tennessee, werd het grootste deel van Sounds Good Feels Good in 2015 in Los Angeles geschreven.
Tijdens hun tournee, die begin mei begon, traden ze als eerste op met "Permanent Vacation", een nieuw nummer van hun album. Op 12 augustus 2015 kondigden ze de titel en illustratie aan voor het record, met pre-orders die op 14 augustus in elke tijdzone begonnen.
Veel liedjes betreffen ernstige onderwerpen zoals depressie en geestelijke gezondheid. De band verklaarde dat het album is geschreven als een manier voor hen om persoonlijke problemen op te lossen en van daaruit hebben ze ook gewerkt om er een album van te maken voor hun fans.
"With the first album we were 16 years old when we wrote it. But now we've been on tour for four and a half years, we've experienced stuff. We've written about a lot of different things on this album because we're older and we've experienced more of life, so we've got more to talk about."

## Illustratie
De albumcover werd ontworpen door Richard Andrews, die de albumcover creëerde voor de band's laatste twee projecten - 5 Seconds of Summer en LiveSOS.

## Tournee
In 2015 kondigde 5 Seconds of Summer een nieuwe tournee aan, die in 2016 plaatsvond. Om het album te promoten, begon de band vanaf februari tot oktober 2016 aan de Sounds Live Feels Live World Tour die haltes hadden in Azië, Europa, Noord-Amerika en Oceanië. Volgens Billboard Boxcore bracht de tournee 39 miljoen dollar op vanwege 743.906 verkochte stoelen bij 102 optredens.

## Singles
She's Kinda Hot werd uitgebracht als de eerste single van het album op 17 juli 2015. Het piekte op nummer 6 in Australië, nummer 22 op de Amerikaanse Billboard Hot 100 en nummer 15 op de Amerikaanse Billboard Mainstream Top 40. Het werd gecertificeerd goud door Recording Industry Association of America en Australian Recording Industry Association. De muziekvideo voor het nummer werd in augustus 2015 op YouTube geüpload. De band volgde de single-release op met EP-releases op 25 augustus 2015 met bonusnummers en fysieke edities op zowel CD als vinyl in bepaalde landen.
De tweede single van het album, Hey Everybody!, verscheen op 14 september 2015. De single debuteerde en piekte op nummer 16 op de Amerikaanse Bubbling Under Hot 100 Singles en nummer 23 op de Amerikaanse Billboard Mainstream Top 40.
De derde single van het album, Jet Black Heart, verscheen op 17 december 2015, samen met de bijbehorende videoclip. Het nummer piekte in de top 40 van ARIA Charts en op nummer 95 op de Amerikaanse Billboard Hot 100.

## Kritische ontvangst
Het album werd over het algemeen geprezen om zijn volwassenheid in vergelijking met het debuut van de band, maar werd bekritiseerd vanwege zijn gebrek aan samenhang en cliché thema's. Op Metacritic, dat een rating van 100 toekent aan recensies van reguliere critici, behaalde het album een gemiddelde score van 67 op basis van 11 beoordelingen, wat aangeeft dat "over het algemeen gunstige beoordelingen waren". Alternative Press geeft het album vier sterren, Maria Sherman verklaard hierbij: "The band have a real responsibility to the consumer, and Sounds Good Feels Good delivers... It's 5SOS' attempt to find community in their new sound and those who support it, a concept that lives both on the record and well outside of it. It's a strong sentiment: follow them and you might find something to relate to. That's a powerful thing."
Het personeel van Rock Sound publiceerde een recensie van het album in het oktobernummer 2015 en gaf het album een 8/10 beoordeling, waarbij ze schrijven: "Album number two finds the four man phenomenon firming up their identity and becoming their own band" en eindigen met de opmerking "this is the New Broken Scene, it sounds good and it feels even better." Kerrang! bekroonde het album met een beoordeling van 4/5, waarbij ze schrijven: "Sounds Good Feels Good won't change the world, but it might just change your mind".

## Commerciële prestatie
In de Verenigde Staten debuteerde het album op nummer één op de Billboard 200 met 179.000 exemplaren in pure albumverkoop. 5 Seconds of Summer werd de eerste band (geen vocale groep) die hun eerste twee volledige albums debuteerde op nummer één in de VS.
Het album werd goud in het Verenigd Koninkrijk en Indonesië, en platina in Ierland.

## Tracklist
| Nr. | Titel                | Schrijver(s) | Producer(s)                                   | Duur |
| --- | -------------------- | --- | --------------------------------------------- | ---- |
| 1   | Money                | Ashton Irwin, Luke Hemmings, John Feldmann, Benji Madden, Joel Madden | John Feldmann                                 | 2:54 |
| 2   | She's Kinda Hot      | Ashton Irwin, Michael Clifford, John Feldmann, Benji Madden, Joel Madden | John Feldmann                                 | 3:36 |
| 3   | Hey Everybody!       | Calum Hood, Stefan Johnson, Jordan Johnson, Marcus Lomax, Clarence Coffee Jr., Benji Madden, Joel Madden, John Taylor, Andy Taylor, Roger Taylor, Simon le Bon, Nick Rhodes | John Feldmann, The Monsters and the Strangerz | 3:36 |
| 4   | Permanent Vacation   | Luke Hemmings, Michael Clifford, Mike Green, Benji Madden, Joel Madden | Mike Green                                    | 3:25 |
| 5   | Jet Black Heart      | Calum Hood, Michael Clifford, David Hodges, Jon Green | David Hodges                                  | 3:41 |
| 6   | Catch Fire           | Luke Hemmings, Michael Clifford, Mike Green, Alex Gaskarth | Mike Green                                    | 3:27 |
| 7   | Waste The Night      | Ashton Irwin, Luke Hemmings, Calum Hood, Michael Clifford, John Feldmann, J Kash                                                                                            | John Feldmann                                 | 4:26 |
| 8   | Vapor                | Ashton Irwin, Luke Hemmings, Calum Hood, Michael Clifford, John Feldmann, Simon Wilcox                                                                                      | John Feldmann                                 | 2:59 |
| 9   | Castaway             | Luke Hemmings, Calum Hood, Stefan Johnson, Jordan Johnson, Marcus Lomax, Clarence Coffee Jr., Sean Maxwell Douglas                                                          | John Feldmann, The Monsters and the Strangerz | 3:34 |
| 10  | Fly Away             | Luke Hemmings, Calum Hood, John Feldmann | John Feldmann                                 | 3:32 |
| 11  | Invisible            | Ashton Irwin, Luke Hemmings, Calum Hood, Michael Clifford, John Feldmann, Roy Stride                                                                                        | John Feldmann                                 | 3:32 |
| 12  | Airplanes            | Michael Clifford, John Feldmann | John Feldmann                                 | 3:38 |
| 13  | San Francisco        | Calum Hood, Michael Clifford, John Feldmann, Bonnie McKee, Sarah Hudson | John Feldmann                                 | 4:19 |
| 14  | Outer Space/Carry On | Ashton Irwin, Luke Hemmings, Calum Hood, Michael Clifford, John Feldmann, Simon Wilcox                                                                                      | John Feldmann                                 | 6:38 |

Bonusnummers op de deluxe editie
| Nr. | Titel                   | Schrijver(s) | Producer(s)                                   | Duur |
| --- | ----------------------- | --- | --------------------------------------------- | ---- |
| 7   | Safety Pin              | Ashton Irwin, Luke Hemmings, Calum Hood, Michael Clifford                                                          | John Feldmann                                 | 3:29 |
| 8   | Waste The Night         | Ashton Irwin, Luke Hemmings, Calum Hood, Michael Clifford, John Feldmann, J Kash                                   | John Feldmann                                 | 4:26 |
| 9   | Vapor                   | Ashton Irwin, Luke Hemmings, Calum Hood, Michael Clifford, John Feldmann, Simon Wilcox                             | John Feldmann                                 | 2:59 |
| 10  | Castaway                | Luke Hemmings, Calum Hood, Stefan Johnson, Jordan Johnson, Marcus Lomax, Clarence Coffee Jr., Sean Maxwell Douglas | John Feldmann, The Monsters and the Strangerz | 3:34 |
| 11  | The Girl Who Cried Wolf | Ashton Irwin, Luke Hemmings, Calum Hood, Michael Clifford, John Feldmann                                           | John Feldmann                                 | 4:22 |
| 12  | Broken Home             | Luke Hemmings, Calum Hood, Michael Clifford, John Feldmann, Benji Madden, Joel Madden                              | John Feldmann                                 | 3:40 |
| 13  | Fly Away                | Luke Hemmings, Calum Hood, John Feldmann                                                                           | John Feldmann                                 | 3:32 |
| 14  | Invisible               | Ashton Irwin, Luke Hemmings, Calum Hood, Michael Clifford, John Feldmann, Roy Stride                               | John Feldmann                                 | 2:32 |
| 15  | Airplanes               | Michael Clifford, John Feldmann                                                                                    | John Feldmann                                 | 3:38 |
| 16  | San Francisco           | Calum Hood, Michael Clifford, John Feldmann, Bonnie McKee, Sarah Hudson                                            | John Feldmann                                 | 4:19 |
| 17  | Outer Space/Carry On    | Ashton Irwin, Luke Hemmings, Calum Hood, Michael Clifford, John Feldmann, Simon Wilcox                             | John Feldmann                                 | 6:38 |